# Bobovec (přírodní památka)
Bobovec je přírodní památka poblíž obce Světlík v okrese Český Krumlov. Důvodem ochrany jsou zbytky lesního rašeliniště s porosty borovice lesní (Pinus sylvestris) a blatky (Pinus uncinata subsp. uliginosa) s návaznými cenózami mokřadních olšin a prameništní vegetace na bezlesí, poslední zbytek populací borovice blatky na Světlicku.
Původní název chráněného území byl Rašeliniště Bobovec, ale s účinností od 22. listopadu 2023 byla přírodní památka přejmenována na Bobovec a její plocha se zvětšila ze 46,21 na 136,53 hektaru.